# 로레타 린
로레타 린(Loretta Lynn, 1932년 4월 14일 ~ 2022년 10월 4일)은 미국의 싱어송라이터로, 장르는 컨트리 음악이다. 그래미 어워드에서 총 18회 후보로 지명되었으며, 3회 수상했다. 대표곡으로는 "You Ain't Woman Enough (To Take My Man)", "Don't Come Home A-Drinkin' (With Lovin' on Your Mind)", "One's on the Way", "Fist City", "Coal Miner's Daughter" 등이 있다. 시시 스페이식 주연 영화 《광부의 딸》의 실제 모티브가 된 인물이기도 하다.